# Bataille au large de Damiette

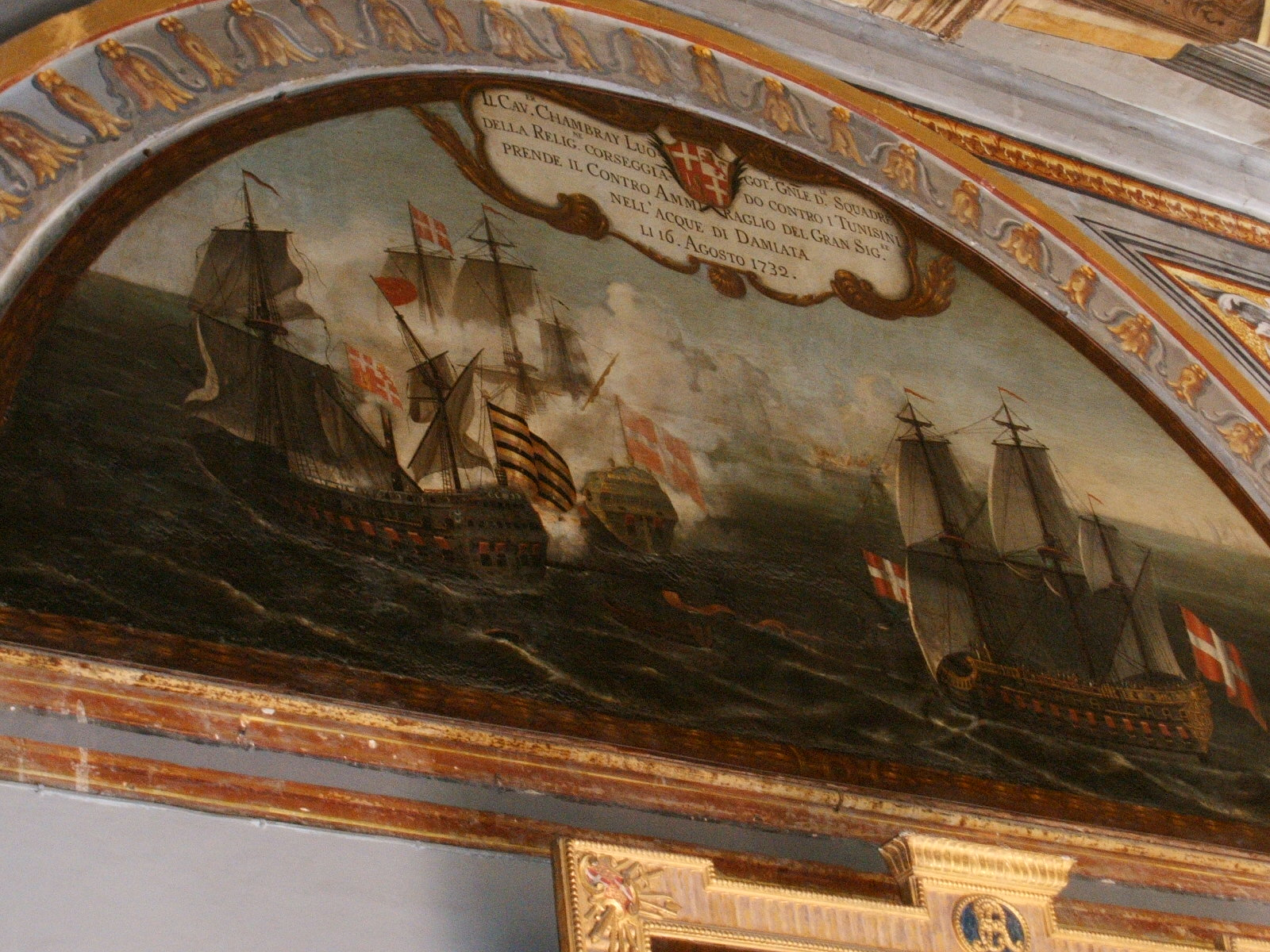
Bataille au large de Damiette

La bataille au large de Damiette est une bataille navale livrée le 16 août 1732, au large de Damiette, en Égypte.
En juillet 1732, Jacques-François de Chambray, lieutenant général des armes de la Religion en mer et commandant de l'escadre des Vaisseaux de l'ordre de Saint-Jean de Jérusalem, reçoit du grand maître António Manoel de Vilhena, l'ordre d'appareiller pour le Levant avec pour mission de s'emparer d'un convoi de navires turcs signalé au large des côtes égyptiennes[réf. nécessaire].
Effectivement, un convoi de 40 navires marchands, escorté par une sultane de 70 canons portant pavillon de contre-amiral, mouille au large de Damiette. Le 16 août, le commandeur de Chambray, qui dispose de 2 vaisseaux et de 2 tartanes, organise l'attaque. Son vaisseau, le Saint-Antoine, et le Saint-Georges s'en prendront à la sultane tandis que les deux tartanes ravageront le convoi[réf. nécessaire].
Le combat s'engage entre la sultane qui se défend âprement et les deux vaisseaux maltais. Ses mâts sont abattus par les boulets mais quoique complètement désemparée, la sultane refuse de se rendre, et cela malgré les menaces réitérées de De Chambray de la couler par le fond. La nuit tombe, sans qu'elle ait capitulé et ce n'est que le lendemain matin, vers 10 heures que l'amiral ottoman Kali Michamet accepte d'amener son pavillon. Hors d'état de naviguer, la sultane est incendiée par les Maltais, qui traitent avec les plus grands honneurs l'amiral malheureux. Les marins du Saint-Georges, auquel il s'était rendu, pillent de fond en comble son navire, à la grande fureur de de Chambray. Quant aux deux tartanes, elles découvrent que les cales des navires du convoi sont vides, car elles n'avaient pas encore été chargées[réf. nécessaire].
La victoire coûta 8 tués et 12 blessés aux Maltais[réf. nécessaire].